# Falsepilysta rosselli
Falsepilysta rosselli är en skalbaggsart som beskrevs av Stefan von Breuning 1982. Falsepilysta rosselli ingår i släktet Falsepilysta och familjen långhorningar. Inga underarter finns listade i Catalogue of Life.